# اتحادیه حاجیربگ
اتحادیه حاجیربگ (به لاتین: Hajirbag Union) یک منطقهٔ مسکونی در بنگلادش است که در Jhikargacha Upazila (Riaj Ahmed Shuvo) واقع شده‌است.
 اتحادیه حاجیربگ  ۲۱٬۲۴۷ نفر جمعیت دارد.